# Recolzament invertit

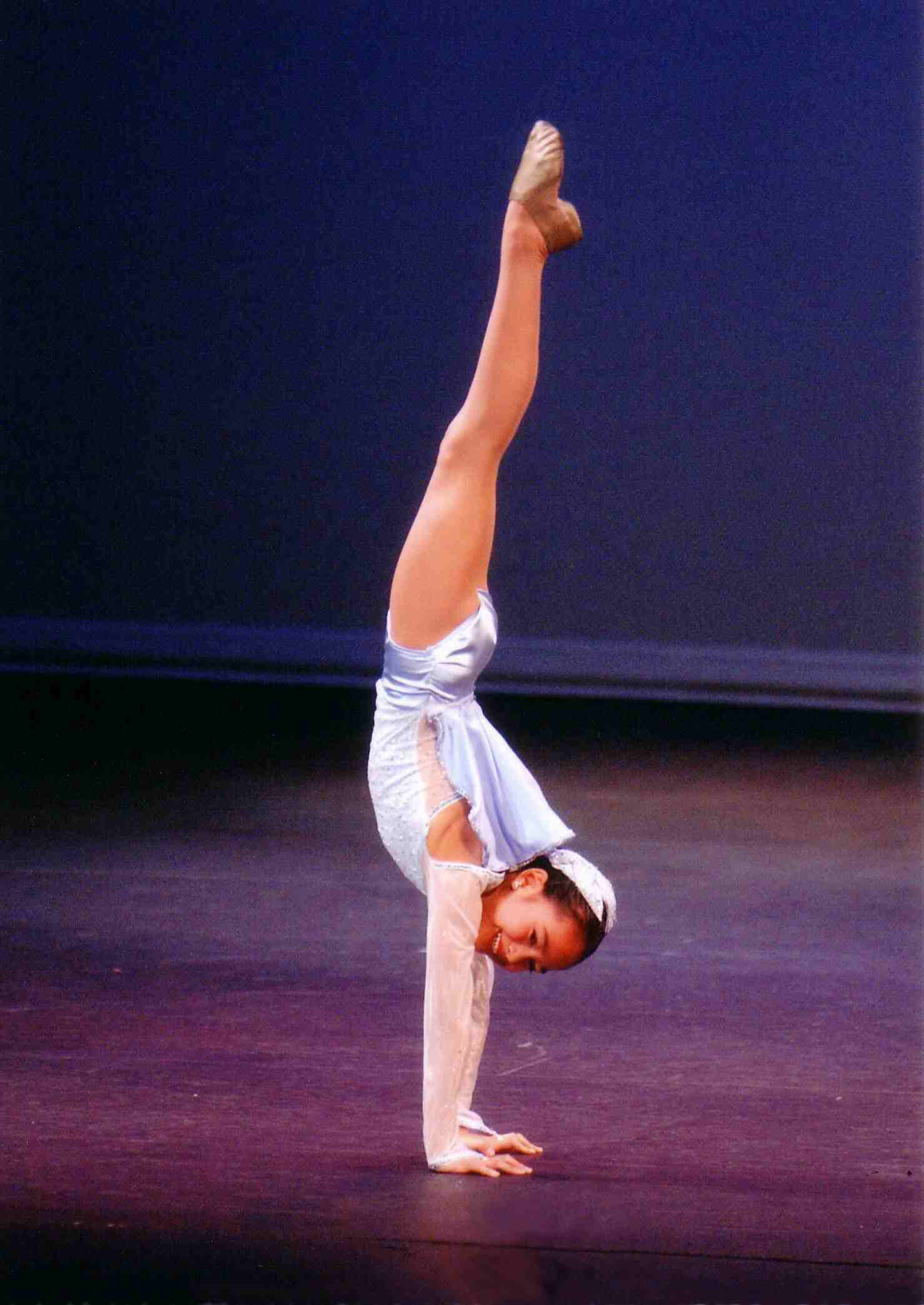
Equilibri invertit de braços

El recolzament invertit és una posició del cos i un exercici gimnàstic (o habilitat gimnàstica) que consisteix a posar el cos i sostenir-se en una posició vertical estable i cap per avall mentre hom s'equilibra sobre una o dues mans a terra o se sosté sobre l'aparell. És un element bàsic en gimnàstica, però s'utilitza en moltes activitats esportives com el ioga, el contorsionisme el circ o fins i tot en determinats estils de dansa com ara la dansa acrobàtica. En equilibri bàsic, el cos està dret i alineat, els braços i les cames drets i les mans separades aproximadament a l'amplada de les espatlles.
L'equilibri amb el cap és una variant en què s'utilitza el cap com a suport en lloc de les mans. Aquesta és una posició més avançada que requereix força, equilibri i control del cos.

## Postura
La postura consisteix a posar els peus apuntant cap amunt, amb els braços alineats amb el cos. Es tanca el tronc cap a la cama davantera, s'obre l'angle cama-tronc i es dona una lleu impulsió amb la cama. Es posa les mans a terra, mirant les mans, amb el cos tibat. Després, tancant l'angle cama-tronc i amb la impulsió del braç, es torna a la posició normal.

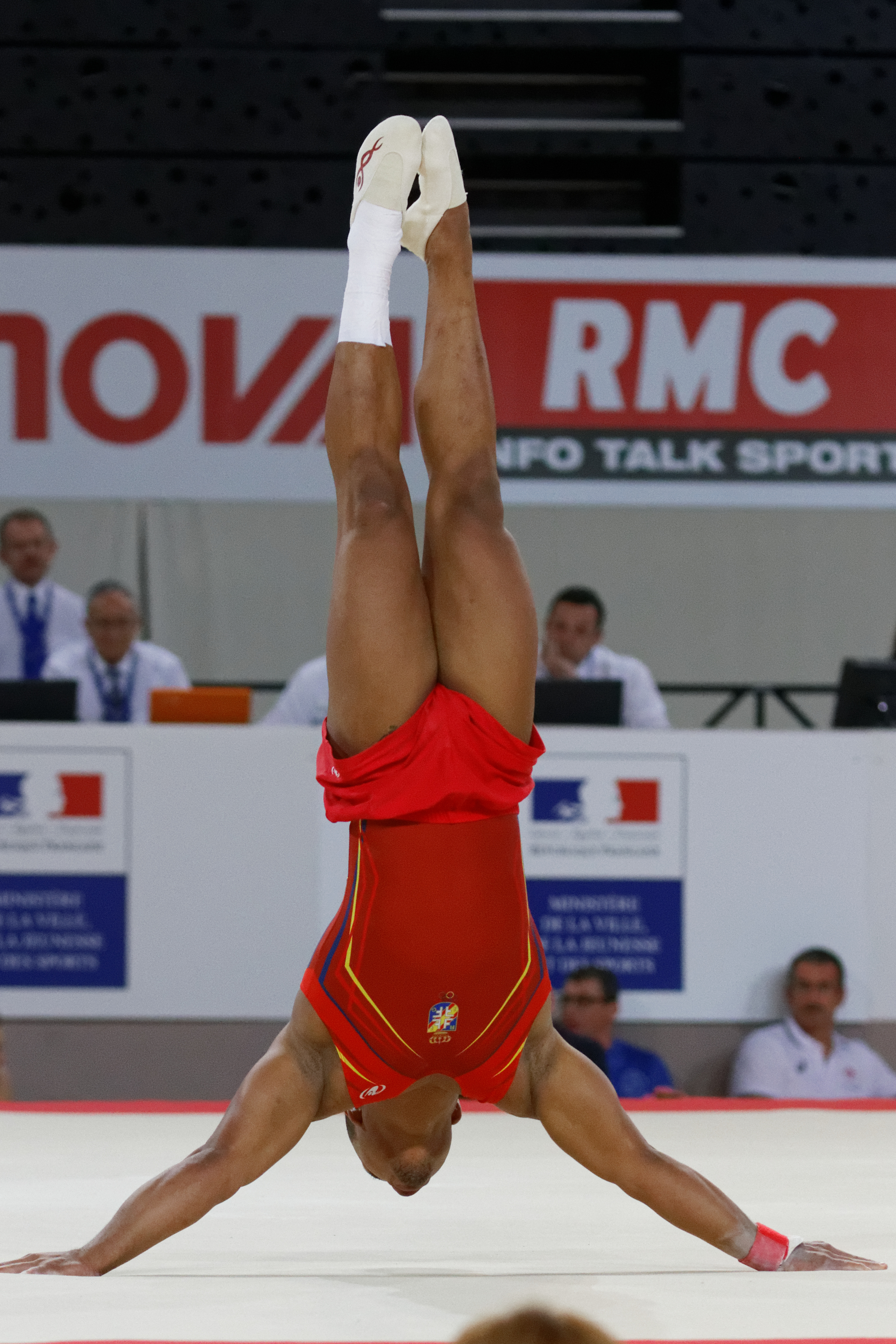
Rayderley Zapata fent l'arbreforc amb els braços separats al Campionat d'Europa de gimnàstica artística del 2015

L'equilibri invertit de braços s'utilitza en la majoria de les disciplines incloses en el terme gimnàstica: gimnàstica artística, rítmica, acrobàtica o aeròbica.
S'utilitza principalment en gimnàstica artística, sigui de passada o com a celebració, és un element bàsic perquè es troba en tots els aparells i el seu domini és necessari per a la realització d'elements més difícils. Per a obtenir un resultat estètic, la producció és molt regulada. Per tant, un bon equilibri invertit de braços inclou: la pelvis en retroversió, les espatlles obertes i elevades, els braços col·locats al costat de les orelles, les cames i els dits dels peus estrets i tensos, tot en posició central.
Segons el codi de punts de 2009, la puntuació dels diferents aparells és la següent: A amb suport a terra, amb suport a les anelles, amb suport a la barra d'equilibri, amb suport a la barra fixa, amb suport a les barres paral·leles, A amb suport a les barres asimètriques quan les cames estan separades i B quan estan juntes.

### Derivacions de l'equilibri invertit de braços
- La col·locació de l'esquena es realitza sense embranzida, començant dels genolls, en posició d'escaire, estirat... La seva consecució requereix una posició d'esquena, una obertura de les espatlles, i com el seu nom indica, una musculatura important per a poder aixecar el pes del propi cos.
- El vals o mig vals és un equilibri durant el qual el gimnasta es mou recolzat de braç en braç per a fer una mitja volta o una volta completa en l'eix longitudinal del seu cos.
- També es pot fer un espagat en equilibri invertit de braços.

## En altres disciplines

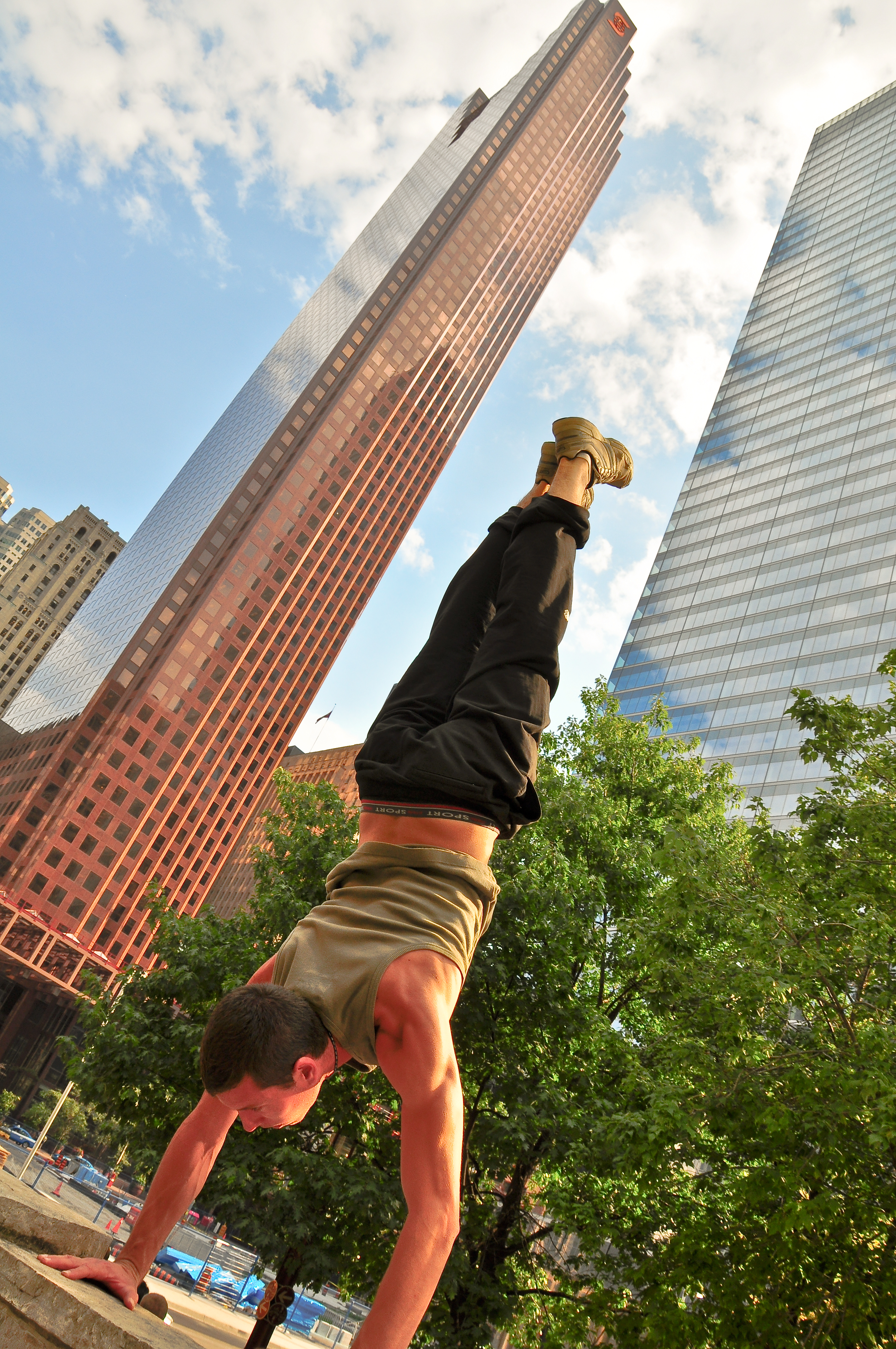
Una candeleta durant una sessió d'entrenament al carrer.

L'equilibri invertit de braços també es practica en altres disciplines que no siguin la gimnàstica:
- en el freerun que és un esport de carrer derivat del parkour.
- en l'entrenament de carrer que consisteix a fer entrenament de força a l'aire lliure i utilitzant només el pes del pes corporal.